# Мазур, Василий Степанович
Василий Степанович Мазур (род. 11 апреля 1955, Сходница, УССР) — советский и украинский актёр театра и кино. Заслуженный артист Украины (1995). Народный артист Украины (2010).
В 1976 году окончил актерский факультет Киевского государственного института театрального искусства им И. К. Карпенко-Карого.
С 1980 года работает в Национальном театре им. И. Франко.
Кавалер ордена «За заслуги» III степени (2015).

## Избранная фильмография
- 1984 — Государственная граница — Никитин
- 1985 — Контрудар — Пылып, разведчик, старшина
- 1992 — Ради семейного очага — эпизод
- 2002 — Бабий Яр — эпизод
- 2006 — Опер Крюк — Джойстик
- 2012 — Анна Герман — эпизод

## Театральные роли
- Калинич — «Украденное счастье». Франко;
- Первый кум — «Конотопская ведьма» И. Поклада, Б. Жолдака;
- Улас Забрёха — «Конотопская ведьма» И. Поклада, Б. Жолдака;
- Второй Боярин — «Викентий Премудрый» Я. Стельмаха;
- Вор — «Камень Русина» О. Коломийца;
- Лопе — «Благочестивая Марта» Тирсо де Молина;
- Подогретый — «Бронзовая фаза» М. Зарудного;
- Генерал — «Бунт женщин» Н. Хикмета, В. Комісаржевського;
- Низ — «Энеида» И. Котляревского;
- Главный садовник — «Двенадцать месяцев» Е. Маршака;
- Деловой — «Шиндай!» И. Афанасьева;
- Крысобой, Буфетчик — «Мастер и Маргарита» М. Булгакова;
- Хшонстка — «Мазепа» Ю. Славацкого;
- Вакула — «Рождественская ночь» Н. Гоголя;
- Пуля — «Царь Плаксий и Лоскотон». Симоненко;
- Кравчина — «Савва Чалый» И. Карпенко-Карого;
- Дончук — «В воскресенье рано зелье копала» В. Кобылянской;
- Дорош — «Кто предаст Брута?» Б. Жолдака, С. Моисеева;
- Ступай-Ступаненко «Патетическая соната» Н. Кулиша;
- Савка — «Сто тысяч» И. Карпенко-Карого;
- Ксенофонт — «Огненний змей» Л. Яновской;
- Мускатель — «С любовью не шутят» П. Кальдерона;
- Грумйо — «Укрощение строптивой». Шекспира;
- Лейзер — «Тевье-Тевель» Шолом-Алейхема;
- Герцог Альбани — «Король Лир». Шекспира;
- Терешко Сурма — «Суета» И. Карпенко-Карого;
- Хозяин — «Смех и слезы дон Кихота» М. Сервантеса;
- Врач — «Кин IV» Г. Горина;
- Монтано — «Отелло». Шекспира;
- Ермолай — «Букварь мира» Г. Сковороды;
- Городничий — «Ревизор» Н. Гоголя;
- Брат Лоренцо — «Ромео и Джульетта». Шекспира;
- Где Квадра — «Виват, королева!» Роберта Болта;
- Коваль, Кентавр — «Райское дело» Ивана Малковича, премьера — 14 июня 2012.